# Siluranodon auritus
Siluranodon auritus är en fiskart som först beskrevs av Geoffroy Saint-hilaire, 1809.  Siluranodon auritus ingår i släktet Siluranodon och familjen Schilbeidae. IUCN kategoriserar arten globalt som livskraftig. Inga underarter finns listade i Catalogue of Life.